# 新潟天鵝
新潟天鵝（拉丁字：Albirex Niigata）是一支日本職業足球隊，2004年升至日本職業足球聯賽甲級（J1），2017年排17位降落乙級（J2）。2022年奪J2冠軍，確定2023年重回闊別5年後的甲級 J1。

## 簡介
球隊在1955年成立，成立時的名字是新潟十一人SC。1996年球隊職業化，1999年球隊升級到日職聯乙級（J2），2004年球隊升級到J1，2017年降落J2，2023年將升級到J1。球隊的根據地是新潟縣新潟市及聖籠町，球隊的主場是新潟球場。球場的名字由來是天鵝座（Albireo）及拉丁語的王（Rex）混合而成。球隊在新加坡擁有新潟天鹅足球俱乐部二队，主要讓青年軍參與。

## 球員名單
As of March 29, 2016.註釋：國旗表示球員在國際足聯資格規則定義的國家隊。球員可能擁有一個以上非國際足聯國籍。
| 號碼 |      | 位置 | 球員            |
| ---- | ---- | ---- | --------------- |
| 1    | 日本 | 门将 | 黒河貴矢        |
| 2    | 日本 | 后卫 | 大野和成        |
| 3    | 日本 | 后卫 | 增田繁人        |
| 4    | 日本 | 后卫 | 米高·費斯基拿特 |
| 5    | 日本 | 后卫 | 前野貴徳        |
| 6    | 日本 | 中场 | 小林裕紀        |
| 7    | 巴西 | 后卫 | 般奴·哥迪斯     |
| 8    | 巴西 | 中场 | 里奧·施華       |
| 9    | 日本 | 前锋 | 山崎亮平        |
| 10   | 巴西 | 前锋 | 拿費爾·達施華   |
| 11   | 日本 | 前锋 | 指宿洋史        |
| 13   | 日本 | 中场 | 加藤大          |
| 14   | 日本 | 前锋 | 田中達也        |
| 16   | 日本 | 中场 | 平松宗          |
| 17   | 日本 | 中场 | 伊藤優汰        |
| 18   | 日本 | 中场 | 成岡翔          |

| 號碼 |          | 位置 | 球員       |
| ---- | -------- | ---- | ---------- |
| 19   | 日本     | 前锋 | 鈴木武藏   |
| 20   | 大韩民国 | 后卫 | 林裕焕     |
| 21   | 日本     | 门将 | 守田達弥   |
| 22   | 日本     | 门将 | 川浪吾郎   |
| 23   | 日本     | 中场 | 酒井宣福   |
| 24   | 日本     | 后卫 | 西村龍馬   |
| 25   | 日本     | 中场 | 小泉慶     |
| 26   | 日本     | 中场 | 端山豪     |
| 27   | 日本     | 后卫 | 松原健     |
| 28   | 日本     | 后卫 | 早川史哉   |
| 29   | 日本     | 中场 | 宮崎幾笑   |
| 30   | 日本     | 后卫 | 長谷川巧   |
| 31   | 日本     | 门将 | 小澤章人   |
| 32   | 巴西     | 前锋 | Kalil      |
| 37   | 日本     | 中场 | 野津田岳人 |
| 41   | 日本     | 中场 | 小塚和季   |

## 著名外援
- 安達臣·利馬 2005年
- 基爾臣 2003年
- 馬高斯 2002年-2003年
- 費賓奴 2003年-2006年
- 艾特美臣 2004年-2007年
- 施維奴 2006年-2007年
- 般奴·哥迪斯 2015年-
- Oséas（英语：Oséas） 2004年
- 中岛一生 2003年
- 米高·費斯基拿特 2008年-
- 安英學 2002年-2004年

## 外部連結
- 新潟天鵝官方網站
- 球隊介紹